# NGC 7424
NGC 7424 est une galaxie spirale intermédiaire (barrée?) relativement rapprochée située dans la constellation de la Grue. Sa vitesse par rapport au fond diffus cosmologique est de 682 ± 17 km/s, ce qui correspond à une distance de Hubble de 10,1 ± 0,8 Mpc (∼32,9 millions d'al). NGC 7424 a été découverte par l'astronome britannique John Herschel en 1834.
La classe de luminosité de NGC 7424 est III-IV et elle présente une large raie HI.
En raison d'une brillance de surface égale à 15,22 mag/am2, on peut qualifier NGC 7424 de galaxie à faible brillance de surface (LSB en anglais pour low surface brightness). Les galaxies LSB sont des galaxies diffuses (D) avec une brillance de surface inférieure de moins d'une magnitude à celle du ciel nocturne ambiant.
À ce jour, cinq mesures non basées sur le décalage vers le rouge (redshift) donnent une distance de 9,312 ± 1,787 Mpc (∼30,4 millions d'al), ce qui est à l'intérieur des valeurs de la distance de Hubble.
NGC 7424 est possiblement membre du groupe d'IC 1459, mais à une distance de 10,1 ± 0,8 Mpc (∼32,9 millions d'al) en comparaison d'une distance moyenne de 22,0 ± 2,7 Mpc (∼71,8 millions d'al) pour les galaxies ce groupe, c'est fort peu probable. Cependant, NGC 7424 appartiendrait à un groupe qui porte son nom (voir plus bas «Section Groupe de NGC 7424»).

## Morphologie

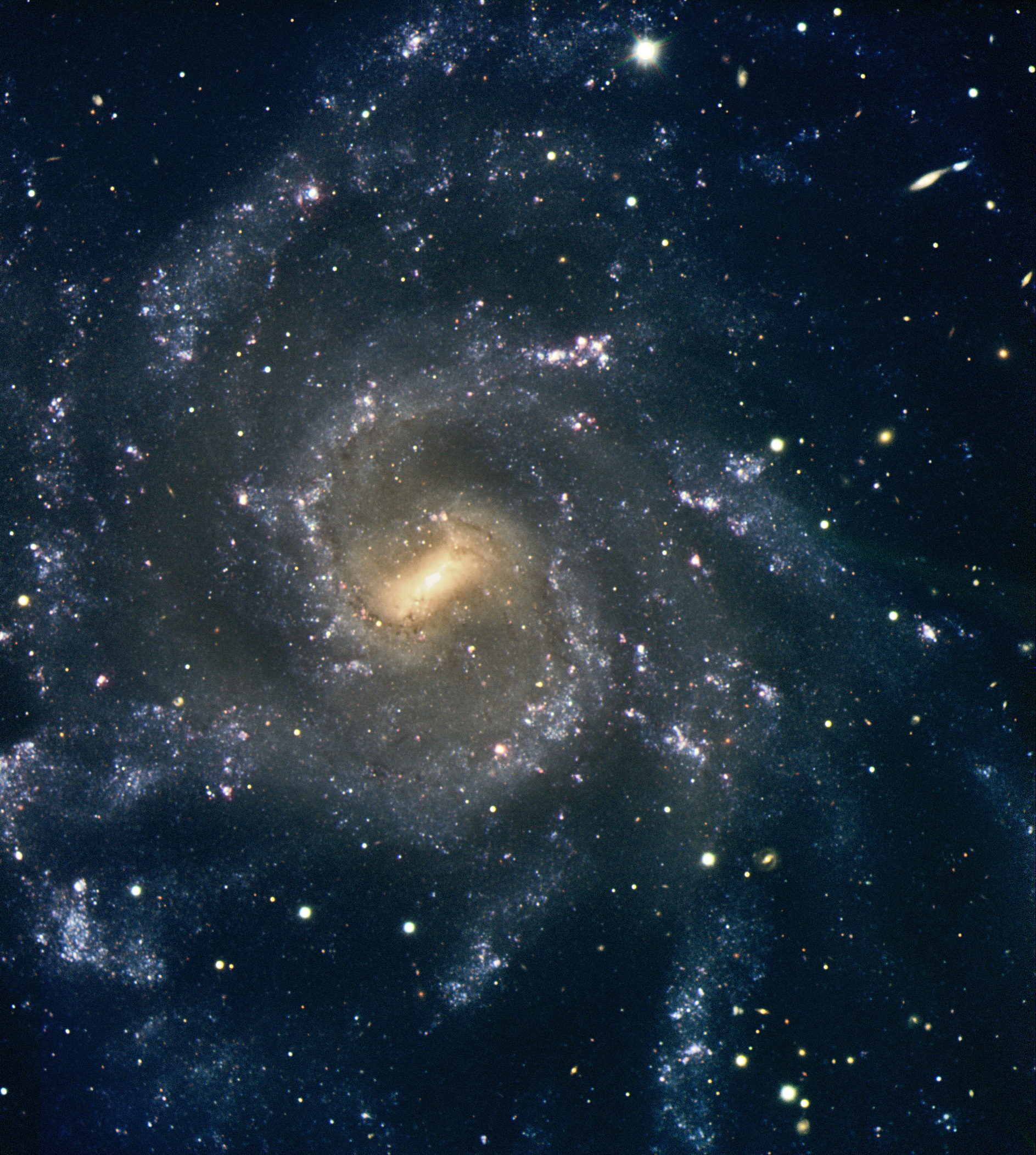
La galaxie spirale intermédiaire NGC 7424 obtenue des données captées par le spectrographe VIMOS installé sur le Très Grand Télescope (ESO).

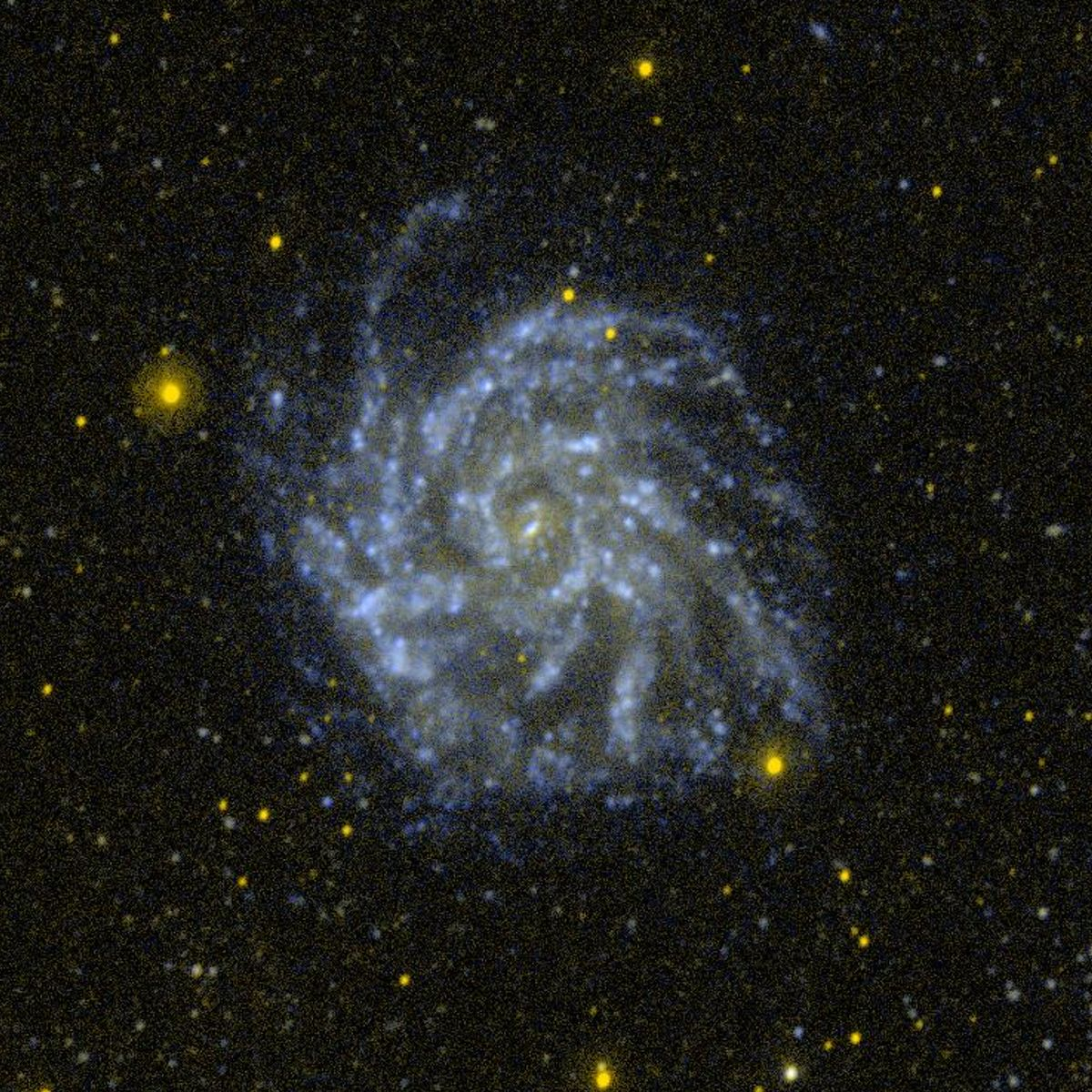
NGC 7424 vue dans le domaine des ultraviolets par le télescope spatial GALEX.

NGC 7424 a été utilisée par Gérard de Vaucouleurs comme une galaxie de type morphologique SAB(rs)cd dans son atlas des galaxies.
La classification morphologique de NGC 7424 peut varier d'une source à l'autre d'une galaxie spirale barrée (SBc), à une galaxie spirale ordinaire (Sc). La barre au centre de la galaxie est relativement petite face aux dimensions du disque (comme nous le montre aussi l'image, ci-dessus, prise par le télescope spatial GALEX) et les bras spiraux sont vastes et assez mal définis, presque fractionnés par endroits. Ainsi, la classification de NGC 7424 comme étant une galaxie spirale intermédiaire (SAB(rs)cd) par la base de données NASA/IPAC semble être mieux appropriée pour cette galaxie.

## Supernova
Deux supernovas ont été observées dans NGC 7424 : SN 2001ig et SN 2017bzb.

### SN 2001ig

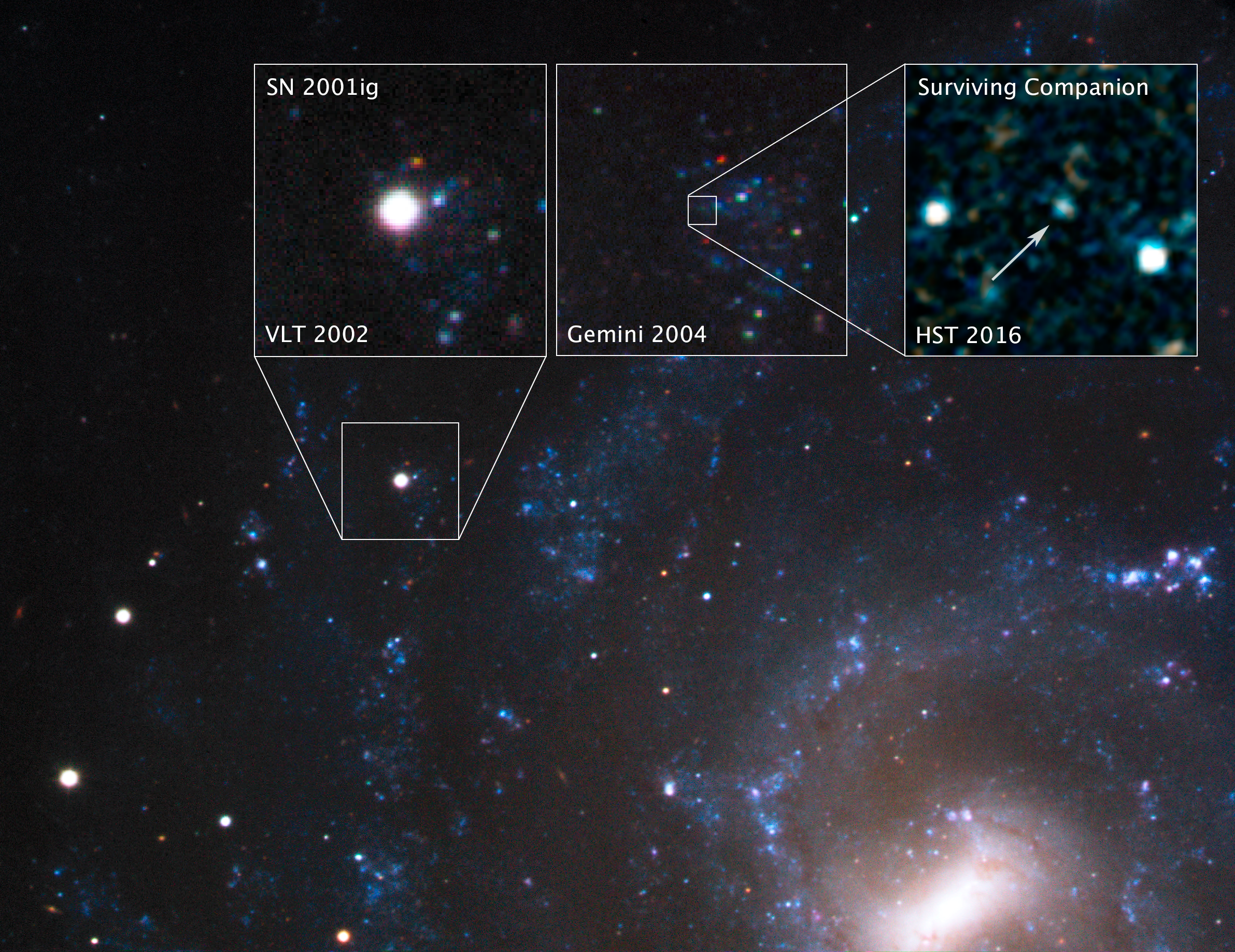
La supernova SN 2001ig vue par le VLT en 2002, de l'observatoire Gemini Sud en 2004 et le télescope spatial Hubble en 2016.

Cette supernova a été découverte le 10 décembre 2001 par l'astronome amateur australien Robert Evans, à l'aide d'un réflecteur de 0,31 m. D'une magnitude apparente de 14,5 au moment de sa découverte, elle était de type Ib/c (ou de type IIb selon une étude publiée en 2018).
SN 2001ig est une supernova provenant d'un système binaire. Le télescope spatial Hubble a pu localisé et photographié en 2016 le compagnon survivant, ce qui n'a été possible qu'en raison de sa résolution exquise et de sa sensibilité aux ultraviolets.

### SN 2017bzb
Cette supernova a été découverte le 7 mars 2017 par l'astronome amateur néo-zélandais Stuart Parker, membre du projet individuel BOSS (Backyard Observatory Supernova Search). D'une magnitude apparente de 13,0 au moment de sa découverte, elle était de type II.

## Groupe de NGC 7424
NGC 7424 est membre d'un groupe de galaxies qui porte son nom. Selon le site « Un Atlas de l'Univers » de Richard Powell, le groupe de NGC 7424 comprend au moins 4 galaxies du catalogue NGC, soit NGC 7412A, NGC 7424, NGC 7456 et NGC 7462.